# Bitwa pod Sena Gallica
Bitwa morska pod Sena Gallica – starcie zbrojne, które miało miejsce w roku 551 w trakcie walk Bizancjum z Ostrogotami.
W latach 545–549 król Ostrogotów Totila zajął Rzym oraz znaczną część Italii, a następnie rozpoczął blokadę Rawenny i Ankony od strony lądu i morza. Cesarz bizantyjski Justynian I Wielki starając się odzyskać wpływy w Italii, wysłał flotę wojenną w liczbie 50 okrętów w rejon miasta Sena Gallica niedaleko Ankony, gdzie doszło do bitwy z flotą Ostrogotów (47 jednostek). Bitwa zakończyła się klęską Gotów, którzy utracili 36 okrętów. Dzięki temu zwycięstwu blokada obu zagrożonych miast została zniesiona.